# Гаральд Єрлінґ
Гаральд Єрлінґ (нім. Harald Jährling, 20 червня 1954 — 18 травня 2023) — німецький академічний веслувальник.
Олімпійський чемпіон 1976, 1980 років у складі розпашної двійки зі стерновим.
Чемпіон світу 1978 (вісімки), 1981 (розпашні четвірки зі стерновим) років, срібний призер 1977 (розпашні двійки зі стерновим), 1982 (вісімки) років.